# Cá lăng Quảng Bình
Cá lăng Quảng Bình (danh pháp hai phần: Hemibagrus centralus) là một loài cá thuộc họ Cá lăng. Loài này được tìm thấy ở Quảng Bình, Việt Nam.